# Vulcaniella cognatella
Vulcaniella cognatella ist ein Schmetterling (Nachtfalter) aus der Familie der Prachtfalter (Cosmopterigidae).

## Merkmale
Die Falter erreichen eine Flügelspannweite von 7 bis 9 Millimeter. Vulcaniella cognatella ähnelt Vulcaniella pomposella. Die erhabenen silbrigen Flecke am Flügelinnenrand sind häufig fahl golden und leicht violett getönt. Die ersten drei Segmente des Abdomens glänzen ockerbraun. Eine sichere Unterscheidung ist nur durch eine Untersuchung der Genitalien möglich.
Die Genitalarmatur der Männchen ähnelt der von Vulcaniella pomposella. Das rechte Brachium ist stärker nach innen gebogen und verjüngt sich distal abrupt. Es hat einen knaufartigen Apex. Das linke Brachium ist mehr gerade. Die Valven sind schmal und parallelwandig. Die rechte Valvella ist schlank und zur Seite gekrümmt. Sie ist ebenso lang wie der distale Teil des Aedeagus und länger als die Valven. Die linke Valvella ist kurz und rundlich. Der distale Teil des Aedeagus ist leicht gekrümmt.
Die Genitalarmatur der Weibchen ähnelt Vulcaniella pomposella, unterscheidet sich aber durch die breitere und flach V-förmige Antevaginalplatte und die hintere Sklerotisierung des 7. Sternits. Diese Sklerotisierung ist undeutlich dreieckig und hat zwei schräg nach innen verlaufende seitliche Leisten und eine breite schwach ausgebildete Mittelleiste.

## Verbreitung
Vulcaniella cognatella ist im östlichen Mittelmeerraum beheimatet (Kroatien, Griechenland, Italien, Mazedonien, Sardinien). Im Nordosten reicht das Verbreitungsgebiet bis in die Ukraine.

## Biologie
Die Biologie der Art ist unbekannt. Falter wurden von Juni bis Juli gesammelt.

## Belege
1. 1 2 3 4 5  J. C. Koster, S. Yu. Sinev: Momphidae, Batrachedridae, Stathmopodidae, Agonoxenidae, Cosmopterigidae, Chrysopeleiidae. In: P. Huemer, O. Karsholt, L. Lyneborg (Hrsg.): Microlepidoptera of Europe. 1. Auflage. Band 5. Apollo Books, Stenstrup 2003, ISBN 87-88757-66-8, S. 154 (englisch).
2. ↑  Vulcaniella cognatella bei Fauna Europaea. Abgerufen am 29. Februar 2012